# Perasia obscurior
Perasia obscurior är en fjärilsart som beskrevs av Embrik Strand. Perasia obscurior ingår i släktet Perasia och familjen nattflyn. Inga underarter finns listade i Catalogue of Life.